# 羽島線

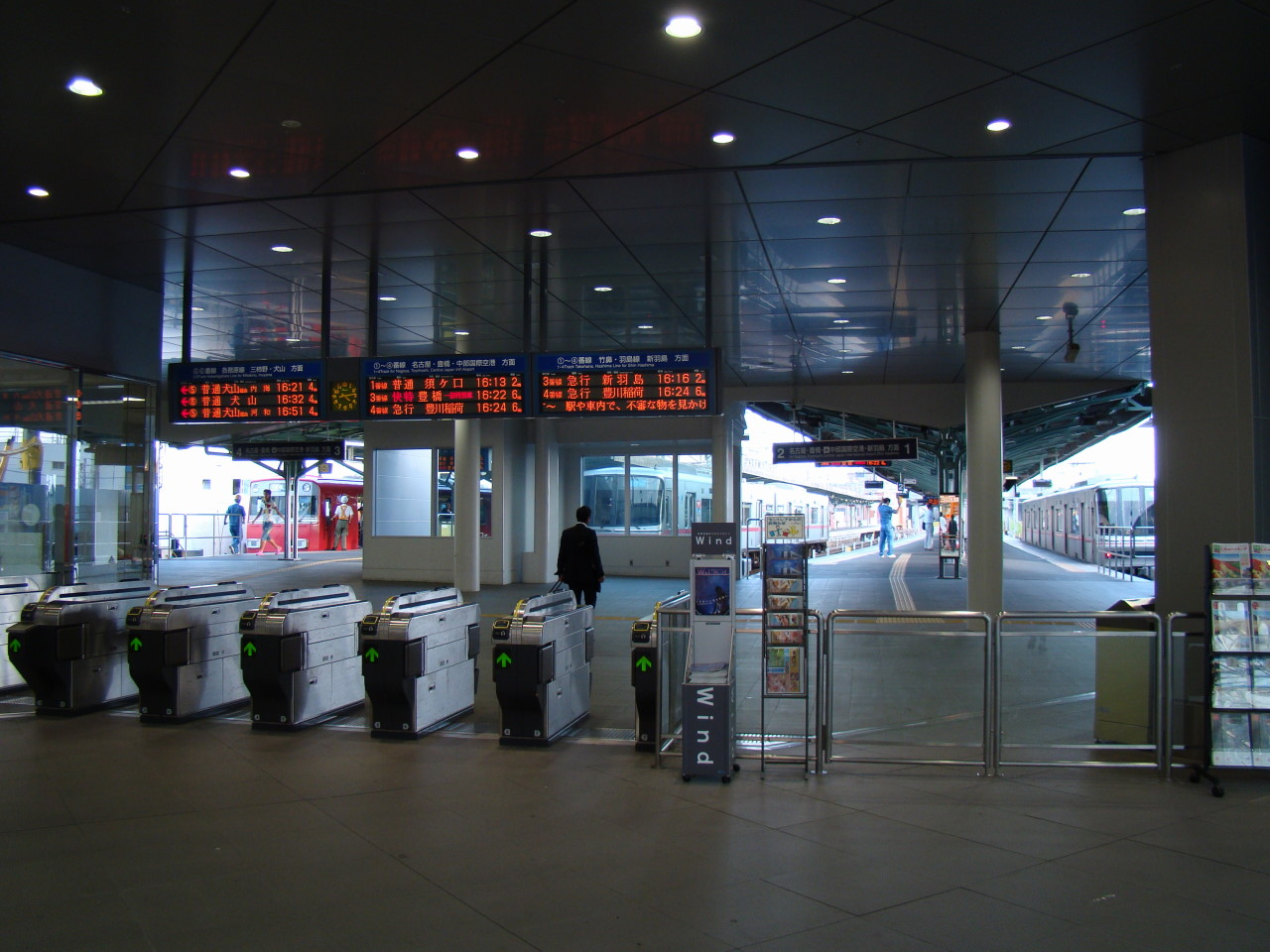
部份羽島線列車直通名古屋本線名鐵岐阜車站。圖為正在顯示羽島線列車的岐阜站班次顯示屏

羽島線（日语：／ Hashima sen */?）是一條位於日本岐阜縣羽島市、由名古屋鐵道擁有及營運的鐵路路線。

## 歷史
羽島線的建造與東海道新幹線有關。由於岐阜縣的地理問題，新幹線在縣內的走線曾引起一場政治角力。最後各方達成妥協，把車站建立在羽島。
由於這座岐阜羽島站周圍人煙稀少，該站的接駁服務引起附近鐵路營辦商的注意。近畿日本鐵道（近鐵）打算將當時由其營運的養老線延伸至羽島站，並在這基礎上進一步延伸至岐阜市中心。名古屋鐵道認為近鐵此舉嚴重損害其在岐阜地區的利益，於是向政府搶先申請從竹鼻線的江吉良站興建一條名為羽島新線的支線，連接岐阜羽島站。日本政府於1963年批准了名鐵的計劃。
然而，名鐵在羽島買地建路遇到困難，再加上當時它旗下多條路線（如豐田線、知多線、瀨戶線）亦在進行更新工程，因此羽島線到1975年12月才動土施工。爾後再經過七年的建設，直至1982年底才落成通車，距新幹線啟用達18年。
最初該線一小時僅有兩班列車行走，2005年時刻表改正後增加為每小時四班。所有羽島線列車皆直通竹鼻線，部份列車亦途經名古屋本線往返名鐵岐阜站。

## 路線資料
- 路線距離（營業距離）：1.3公里
- 軌距：1067毫米
- 站數：2個（包括起終點站）
- 複線路段：沒有（全線単線）
- 電氣化路段：全線電氣化（直流1500V）
- 閉塞方式：自動閉塞式
- 最高速度：70公里/小時

## 車站列表
本線的兩座車站都在岐阜縣羽島市。
全部羽島線列車皆為普通級別，但往返岐阜的列車在離開羽島線和竹鼻線後會依照「急行」列車的標準，在名古屋本線的部份車站過站不停。
| 車站編號               | 中文站名 | 日文站名 | 英文站名 | 營業距離 | 接續路線                                |
| ---------------------- | -------- | -------- | -------- | -------- | --------------------------------------- |
| 竹鼻線笠松方向直通運行 |          |          |          |          |                                         |
| TH08                   | 江吉良   |          |          | 0.0      | 名古屋鐵道： 竹鼻線                     |
| TH09                   | 新羽島   |          |          | 1.3      | 東海旅客鐵道： 東海道新幹線（岐阜羽島） |

## 相關項目
- 日本鐵路線列表